# Tinocallis takachihoensis
Tinocallis takachihoensis är en insektsart. Tinocallis takachihoensis ingår i släktet Tinocallis och familjen långrörsbladlöss. Inga underarter finns listade i Catalogue of Life.